# Leucophora fusca
Leucophora fusca este o specie de muște din genul Leucophora, familia Anthomyiidae, descrisă de Huckett în anul 1940. Conform Catalogue of Life specia Leucophora fusca nu are subspecii cunoscute.